# Glasnevin (Dublin)
Glasnevin (irisch Glas Naíon - deutsch: Bach der Säuglinge) ist ein städtisches Quartier von Dublin.

## Lage

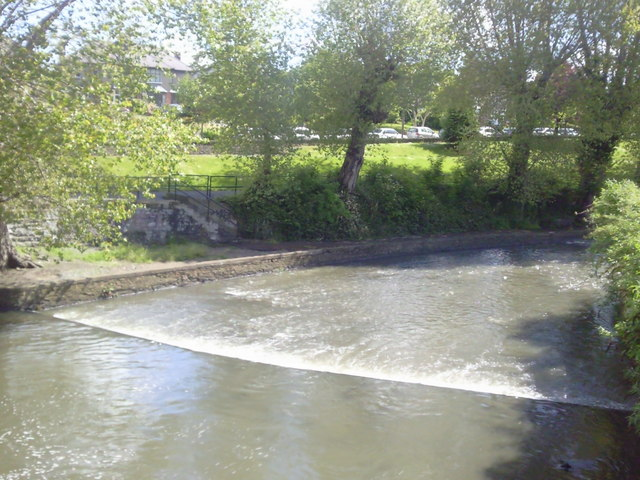
Der Fluss Tolka bei Glasnevin

Glasnevin liegt an der Tolka zwischen den Quartieren Finglas, Ballymun, Santry, Whitehall, Phibsborough, Drumcondra und Cabra. Durch Glasnevin führen die R102 und R108. Die Glasnevin Avenue ist ein Teil der R103.

## Geschichte
Der Legende nach soll hier Mobhí Clárainech († 544), einer der zwölf Apostel Irlands, geboren sein und hier ein Kloster gegründet haben. Das Kloster soll dann im 8. oder 9. Jahrhundert während der Wikingereinfälle zerstört worden sein. Die Gutshöfe von Glasnevin und Umgebung dienten bis zur Reformation der Christ Church Cathedral. 1240 wurde eine Kirche errichtet. 1326 wurden 28 Einwohner in den Kirchenbüchern vermerkt. 1707 wurde eine protestantische Kirche errichtet. Vor 1725 galt Glasnevin aus Dubliner Sicht als Nest von Dieben, Räubern und Mördern. Der anglikanische Erzbischof von Dublin, William King, betonte, dass dies seit dem Bau der protestantischen Kirche der Vergangenheit angehörte.
1795 wurden die National Botanic Gardens of Ireland angelegt. 
In den 1830er Jahren wurden 1001 Einwohner registriert. 1832 wurde der Glasnevin Cemetery angelegt.
1900 wurde Glasnevin gemeinsam mit Clonliff und Drumcondra Teil der Dublin Corporation.
1972 wurde die katholische Church of Lady of Dolours (the pyramid church) als pyramidenförmige Kirche errichtet. 1975 folgte die Errichtung des Hauptsitzes von Met Éireann, dem irischen Wetterdienst. 
Die Dublin City University liegt mit ihrem Hauptcampus in Glasnevin.

## Persönlichkeiten
- Thomas Tickell (1685–1740), Dichter, aus seinem Haus in Glasnevin entstanden die Botanischen Gärten Dublins
- Donal Patrick Michael Barrington (1928–2018), Jurist
- Anne Kernan (1933–2020), Teilchenphysikerin
- Róisín Owens, Biochemikerin
- Colm Meaney (* 1953), Schauspieler
- Niamh Kavanagh (* 1968), Sängerin (Gewinnerin des European Song Contest 1993)

## Sehenswürdigkeiten

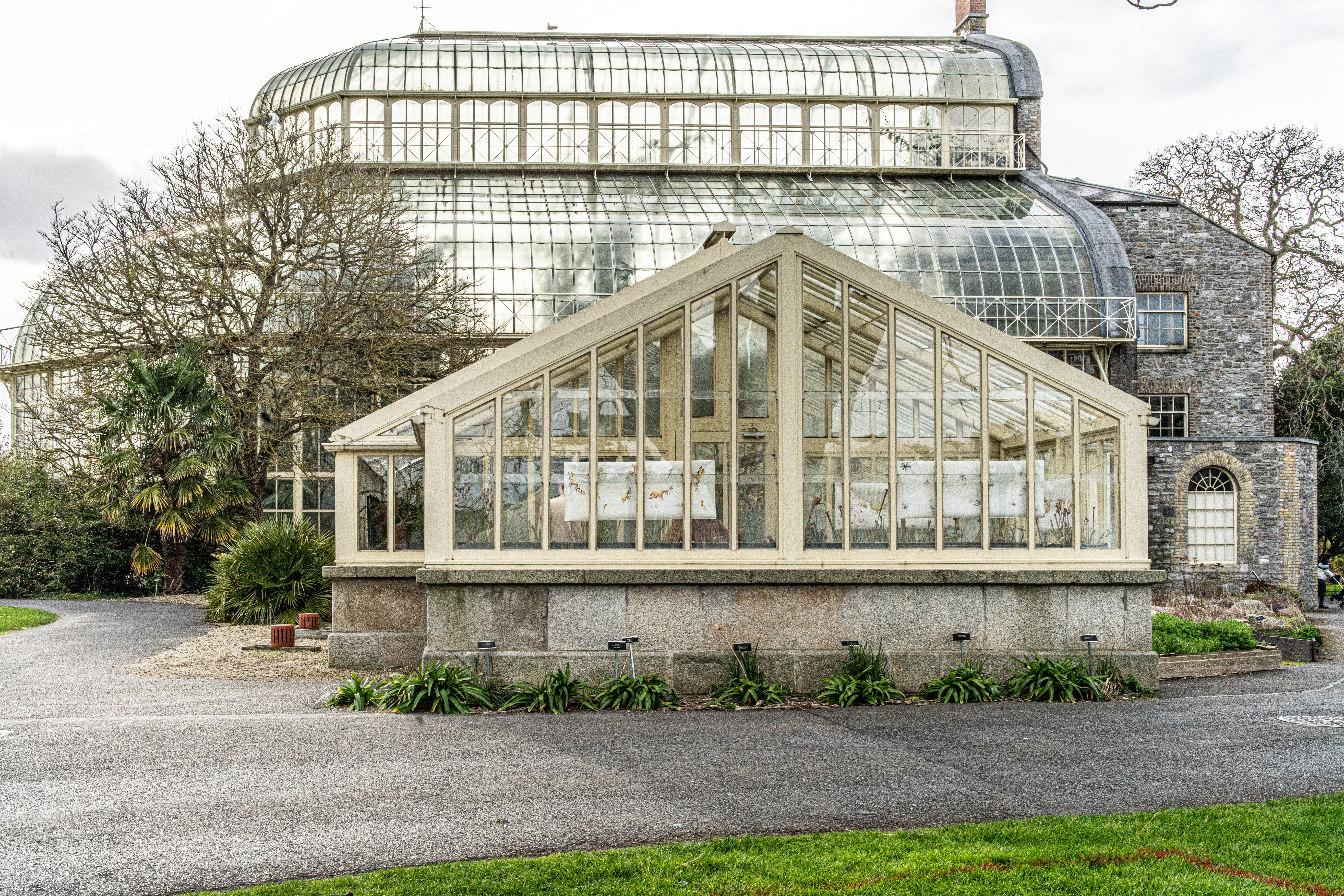
Botanische Gärten
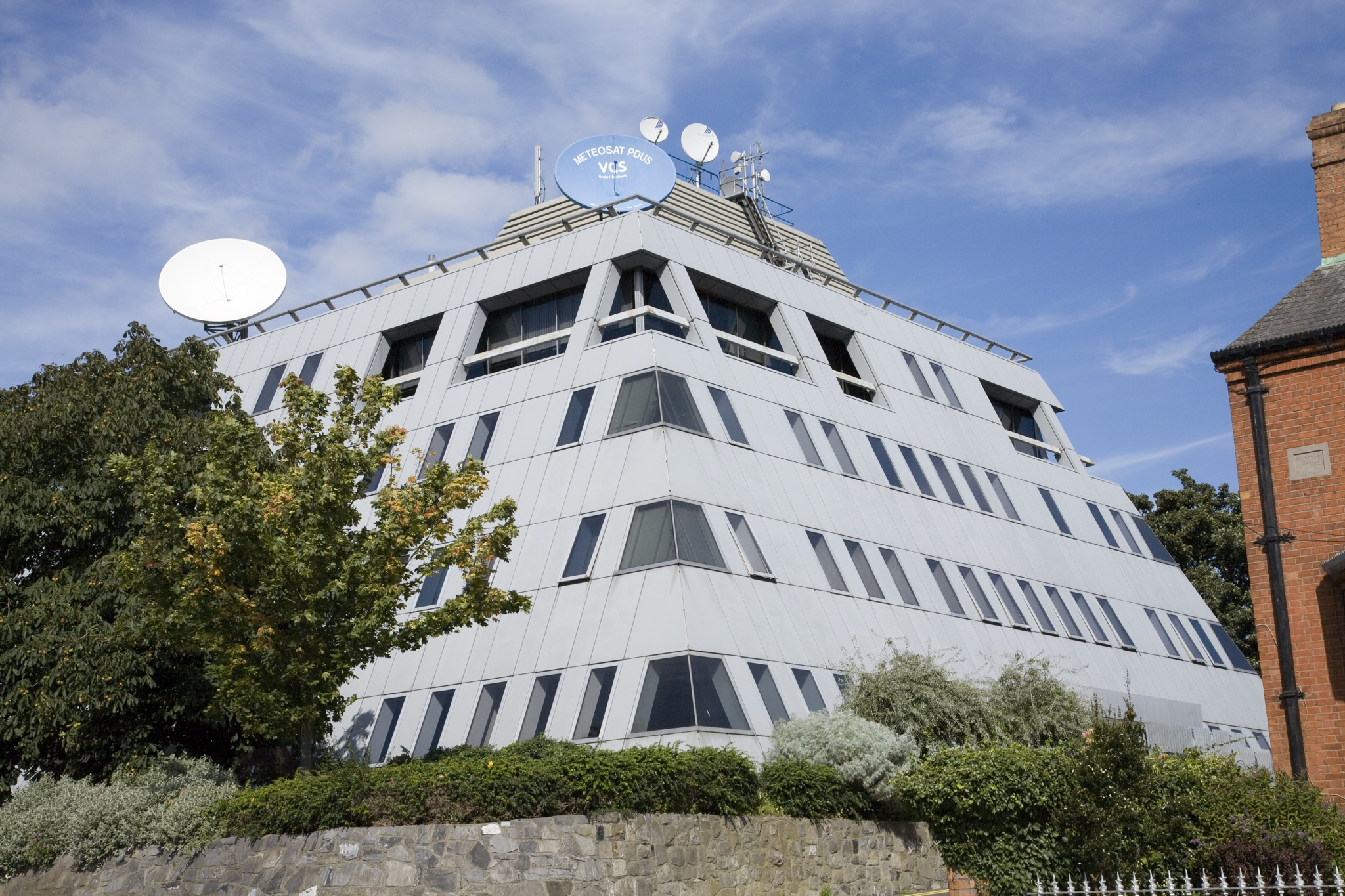
Met Éireann
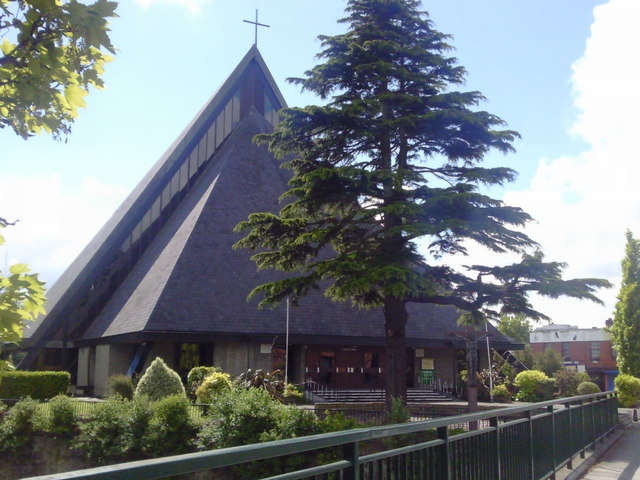
Church of Lady of Dolours
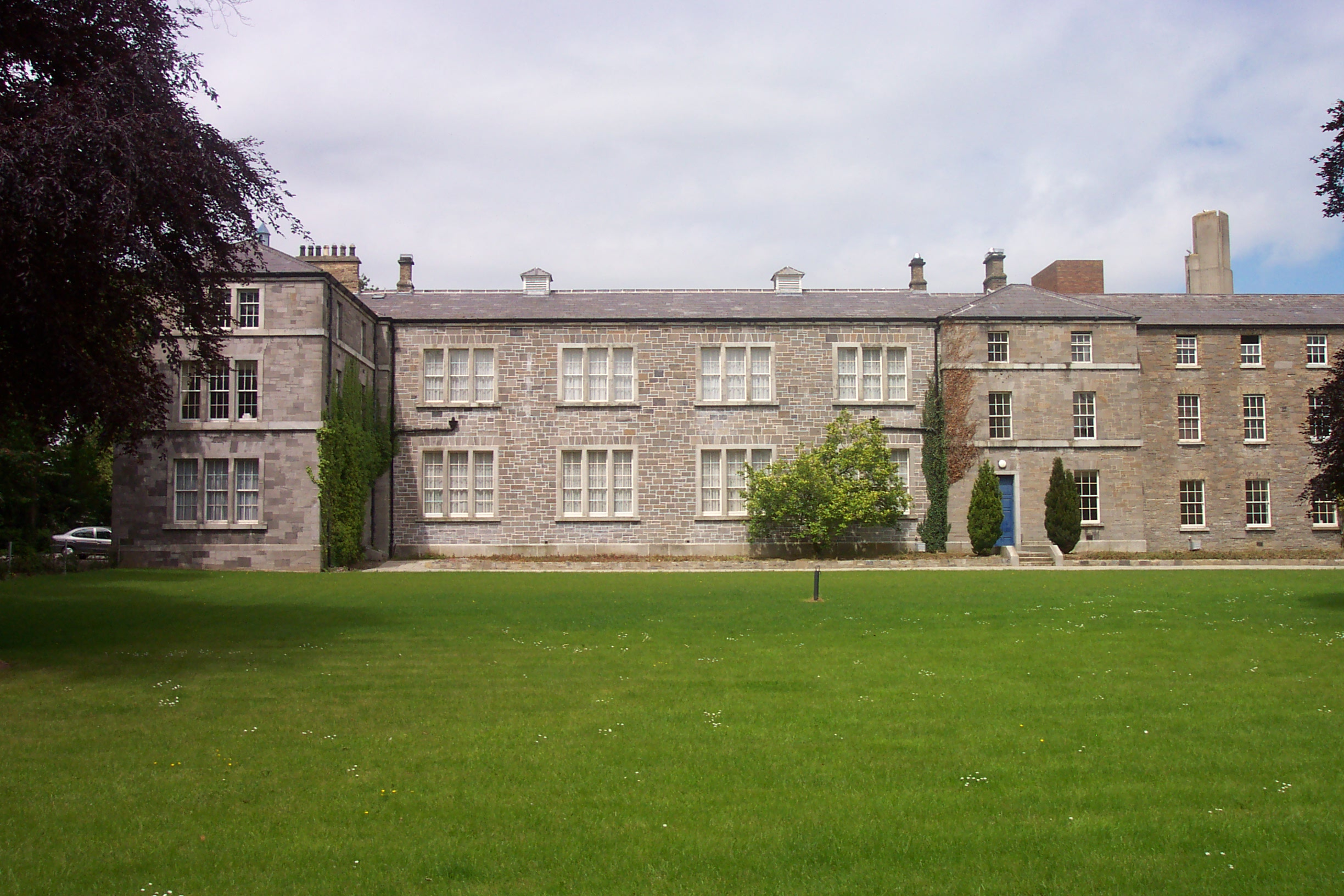
Albert College
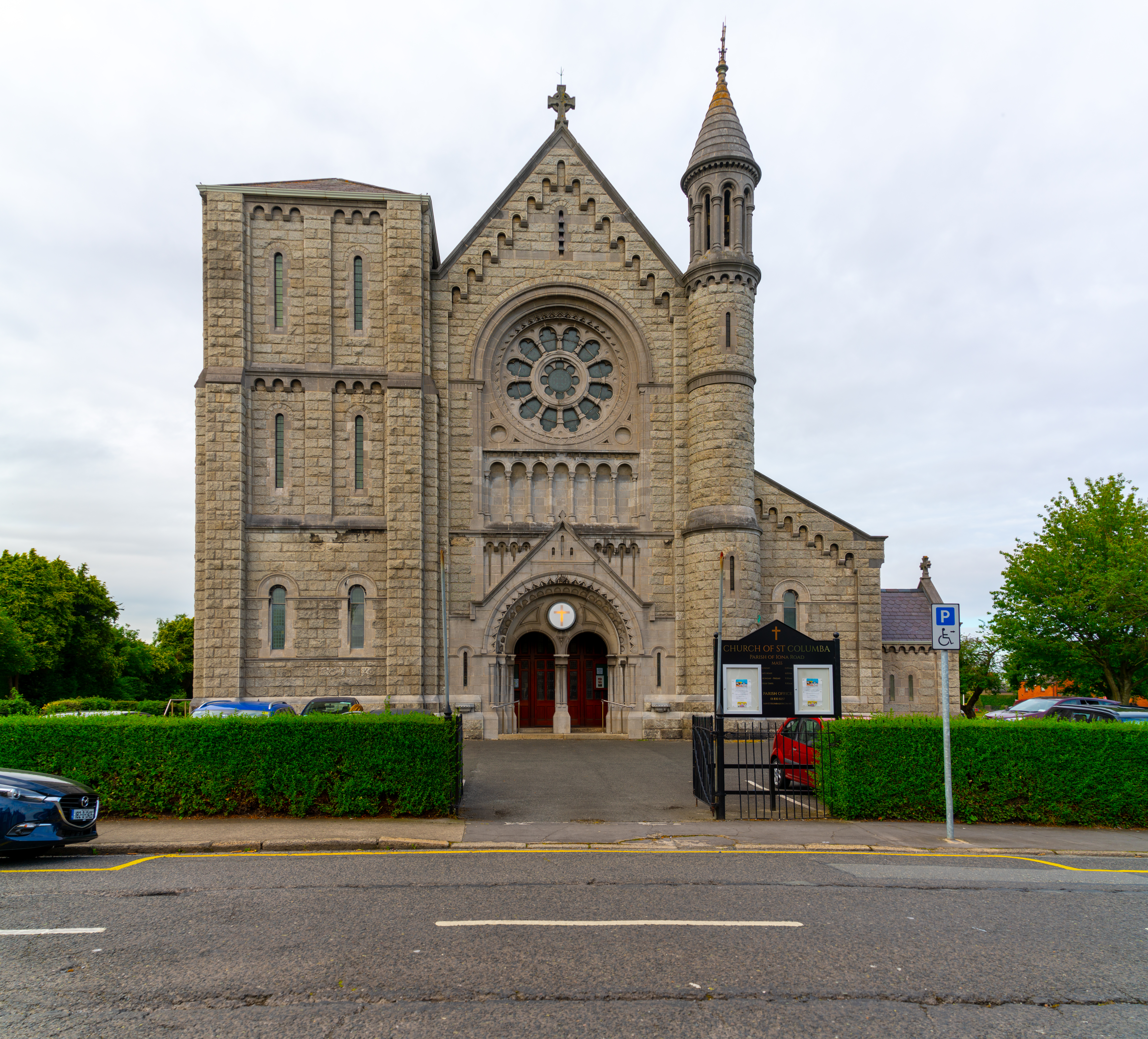
St. Columba’s Church
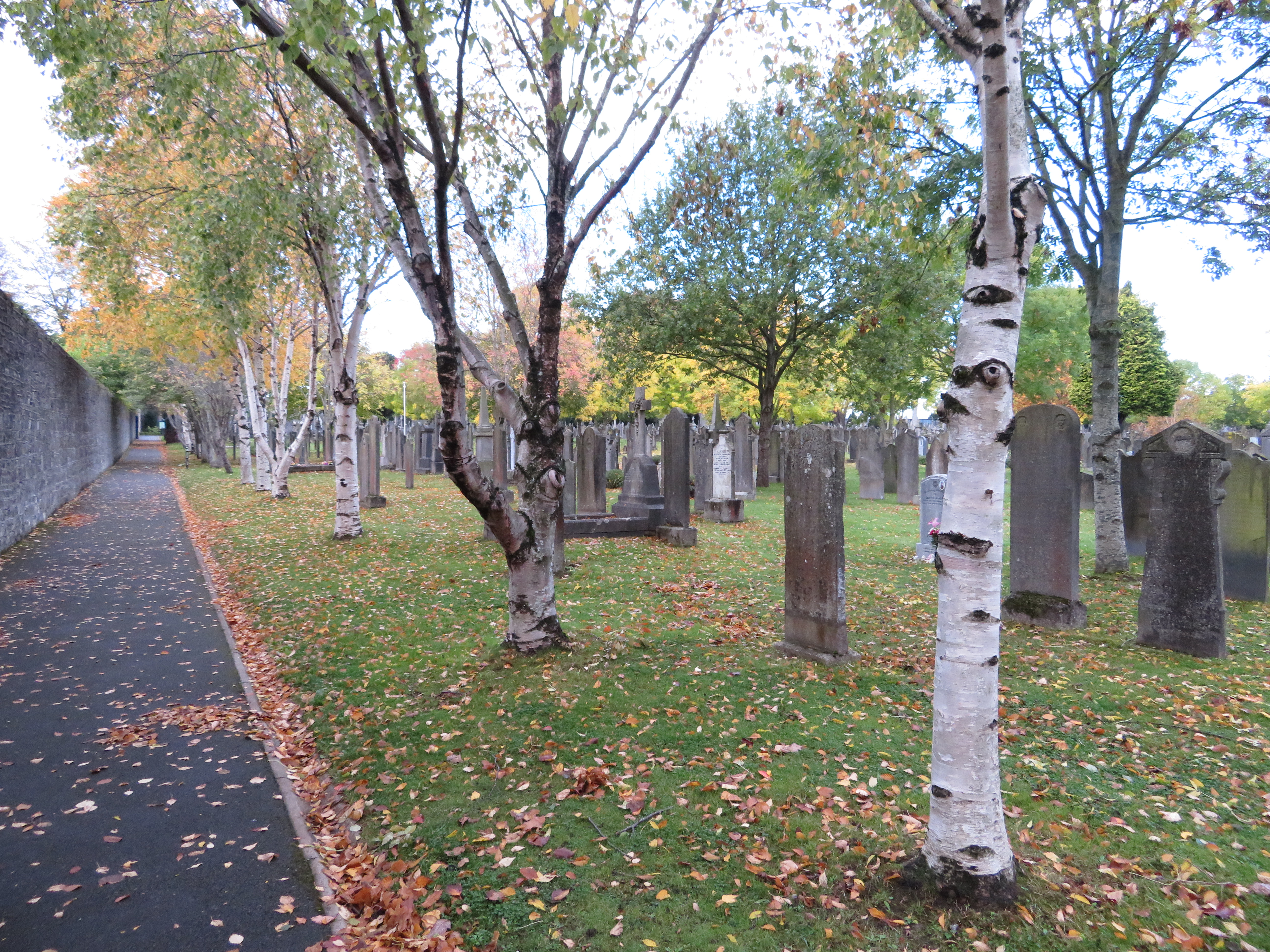
Friedhof Glasnevin